# Седлі (Вірджинія)
Седлі (англ. Sedley) — переписна місцевість (CDP) в США, в окрузі Саутгемптон штату Вірджинія. Населення — 517 осіб (2020).

## Географія
Седлі розташоване за координатами 36°46′32″ пн. ш. 76°59′9″ зх. д. / 36.77556° пн. ш. 76.98583° зх. д. (36.775663, -76.985947).  За даними Бюро перепису населення США в 2010 році переписна місцевість мала площу 8,77 км², з яких 8,76 км² — суходіл та 0,00 км² — водойми.

## Демографія
Згідно з переписом 2010 року, у переписній місцевості мешкало 470 осіб у 193 домогосподарствах у складі 136 родин. Густота населення становила 54 особи/км².  Було 216 помешкань (25/км²).
Расовий склад населення:
| - 86,6 % — білих - 11,7 % — чорних або афроамериканців - 0,4 % — азіатів - 0,2 % — корінних американців |

До двох чи більше рас належало 1,1 %. Частка іспаномовних становила 0,0 % від усіх жителів.
За віковим діапазоном населення розподілялося таким чином: 23,2 % — особи молодші 18 років, 58,7 % — особи у віці 18—64 років, 18,1 % — особи у віці 65 років та старші. Медіана віку мешканця становила 44,2 року. На 100 осіб жіночої статі у переписній місцевості припадало 99,2 чоловіків;  на 100 жінок у віці від 18 років та старших — 99,4 чоловіків також старших 18 років.
Середній дохід на одне домашнє господарство  становив 67 723 долари США (медіана — 60 417), а середній дохід на одну сім'ю — 72 659 доларів (медіана — 49 943). За межею бідності перебувало 7,4 % осіб, у тому числі 0,0 % дітей у віці до 18 років та 0,0 % осіб у віці 65 років та старших.
Цивільне працевлаштоване населення становило 259 осіб. Основні галузі зайнятості: освіта, охорона здоров'я та соціальна допомога — 40,9 %, роздрібна торгівля — 16,2 %, будівництво — 15,4 %.